# 博尔瓦里·翁陶尔
博尔瓦里·翁陶尔（匈牙利語：Bolvári Antal，1932年5月6日—2019年1月8日），匈牙利男子水球运动员。他曾代表匈牙利参加1952年和1956年夏季奥林匹克运动会水球比赛，共获得二枚金牌。